# Masato Katayama
Masato Katayama (片山 真人 Katayama Masato?), född 19 april 1984 i Osaka prefektur, är en japansk före detta fotbollsspelare.
Katayama började sin karriär 2007 i Matsumoto Yamaga FC. 2008 flyttade han till FC Gifu. Efter FC Gifu spelade han för Mito HollyHock. Han gick tillbaka till Matsumoto Yamaga FC 2011. Han avslutade karriären 2012.